# Live Cream
Live Cream es un álbum de 1970 de la banda británica Cream, que consta de una recopilación de cuatro temas grabados en directo, junto con un tema llamado "Lawdy Mama", que provenía de los descartes del álbum Disraeli Gears de 1967.

## Lista de canciones
1. "N.S.U." (Jack Bruce) –10:15
  - Grabado el 10 de marzo de 1968 en Winterland Ballroom, San Francisco.
2. "Sleepy Time Time" (Jack Bruce, Janet Godfrey) – 6:52
  - Grabado el 9 de marzo de 1968 en Winterland Ballroom, San Francisco.
3. "Sweet Wine" (Ginger Baker, Godfrey) – 15:16
  - Grabado el 10 de marzo de 1968 en Winterland Ballroom, San Francisco.
4. "Rollin' and Tumblin'" (Muddy Waters) – 6:42
  - Grabado el 7 de marzo de 1968 en The Fillmore, San Francisco.
5. "Lawdy Mama" (Tradicional) – 2:46
  - Grabación descartada del álbum Disraeli Gears de 1967.

## Miembros
- Jack Bruce - bajo, voz principal, armónica.
- Eric Clapton - guitarra, voces
- Ginger Baker - batería, percusión, voces

- Datos: Q1458999